# Дженифър Бийлс
Дженифър Бийлс (на английски: Jennifer Beals) е американска филмова актриса. До края на 2012 г. се снима в 68 филма.

## Произход и образование
Родена е на 19 декември 1963 в Чикаго, САЩ. Майката ѝ Джийн е учителка от ирландско-американски произход. Баща ѝ Алфред Бийлс е от афроамерикански произход и има свой хранителен магазин. Има двама братя, Боби и Грегъри. Баща ѝ умира, когато е на 10-годишна възраст.
През 1987 г. Бийлс. завършва Йейлския университет в Ню Хейвън и получава бакалавърска степен по американска литература.

## Филмова кариера и награди
Дженифър дебютира в киното през 1980 г. с малка роля във филма „My Bodyguard“. Световна известност получава след втория си филм „Флашданс“ през 1983 г. Главната роля за филма Дженифър получава още като студентка в Йейлския университет. През 1984 г. за ролята на Александра (Алекс) Оуенс във „Флашданс“ е номинирана за Златен глобус, а филмът получава „Оскар“ за най-добра песен. За същия филм получава наградата NAACP Image.
Следващата ѝ по-значима роля е през 1985 г. във филма „The Bride“, където си партнира с певеца Стинг. През 1988 г. играе с Никълъс Кейдж във филма „Целувката на вампира“. През 1995 г. неин партньор е Дензъл Уошингтън във филма „Дявол в синя рокля“. През същата година играе с Тим Рот във филма „Четири стаи“, режисьор на който е първият ѝ съпруг, Александър Рокуел.
През 2006 г. изиграва главната роля в „Гняв-2“. През периода 2004 – 2009 г. завършва снимките в първия в света сериал с лесбийска тематика „ЕЛ връзки“, където играе ролята на специалист по изобразителни изкуства и лесбийка Бет Портър.

## Личен живот
Първият брак на Дженифър е с режисьора Александър Рокуел от 1986 до 1996 г. През 1998 г. се омъжва за канадския предприемач Кен Диксън. През октомври 2005 г. им се ражда дъщеря. Диксън има две деца от предишния си брак.

## Филмография
- My Bodyguard (1980)
- Flashdance (Флашданс) (1983)
- The Bride (1985)
- Faerie Tale Theatre: Cinderella (1985) сериал; Епизод 19
- Partita, La (The Gamble) (1988)
- Split Decisions (1988)
- Vampire's Kiss („Целувката на вампира“) (1988)
- Sons (1990)
- Dr.M (1990)
- Tinikling ou 'La madonne et le dragon' (The Madonna and the Dragon) (1990) (TV)
- Blood and Concrete (1991)
- In the Soup (В затруднение) (1992)
- Terror Stalks the Class Reunion (1992)
- Indecency (1992)
- Grand pardon II, Le (Day of Atonement) (1992)
- 2000 Malibu Road (1992) сериал
- Caro diario (1993)
- The Night Owl (1993)
- The Thief and the Cobbler (анимация, озвучава Princess YumYum) (1993)
- Dead of Signt („Видения за смърт“) (1994)
- Mrs. Parker and the Vicious Circle (1994) (TV)
- The Search for One-eye Jimmy (1994)
- Four Rooms („Четири стаи“) (1995)
- Let It Be Me (1995)
- Devil In A Blue Dress („Дявол в синя рокля“) (1995)
- The Twilight of the Golds (1996)
- The Postman (1996) документален филм за Пабло Неруда
- The Outer Limits (1997) сериал; Сезон 3, епизод 16
- Nothing Sacred (1998) сериал; Сезон 1, епизоди 14, 15, 17, 20
- The Prophecy II („Пророчеството“ 2) (1998)
- The Spree („Водовъртеж“) (1998) TV
- The Last Days of Disco („Последните дни на диското“) (1998)
- Wishful Thinking („Mечтание“) (1999)
- Fear of Flying (Turbulence II) (1999)
- The Hunger (1999) сериал (TV), Сезон 2, епизод 16
- Something more (1999)
- Body and Soul („Тяло и душа“) (2000)
- Without Malice (2000) (TV)
- A House Divided („Разделен дом“)(2000) (TV)
- Militia (2000)
- Out of Line (2001)
- The Anniversary Party (Купонът) (2001)
- After the Storm (2001) (TV)
- Feast of All Saints („Празникът на Вси Светии“) (2001) (TV)
- The Big House (Being Brewster) (2001) сериал, пилотен епизод (TV)
- Dinner for Five (2002) сериал; Сезон 1, епизод 8
- 13 Moons (2002)
- Roger Dodger (2002)
- They Shoot Divas, Don't They? (2002) (TV)
- Runaway Jury (Присъда за продан) (2003)
- Cath That Kid („Гняв – 2“) (2004)
- Frasier (2004) сериал; Сезон 11, епизоди 23 и 24
- Break a leg (2005)
- Desolation Sound (2006)
- The Grudge -2 („Гняв – 2“) (2006)
- Troubled Waters („Специален агент Бек“) (2006)
- My Name Is Sarah (2007) (TV)
- Law and Order (2007) сериал; Сезон 17, епизод 12
- Fashion in film (2008) документален
- Joueuse (Queen To Play) („Шахматистка“) (2009)
- Silent Nights (2009) – озвучава аудиокнига от Мери Хигинс Кларк
- The L Word („еЛ връзки“) (2004 – 2009) сериал
- Lie to Me („Излъжи ме“) (2009 – 2010) сериал. Сезон 1, епизоди 10 и 13; сезон 2, епизоди 1, 2, 13,19
- Book of Eli („Книгата на Илай“) (2010)
- The Night Before The Night Before Christmas („Нощта преди нощта преди Коледа“)(2010)(TV)
- A Night For Dying Tigers (2010)
- The Chicago Code (2011) сериал
- Castle (2012) сериал. Сезон 4, епизоди 15 и 16
- The Mob Doctor (2012) сериал. Сезон 1, епизоди 8,10,11
- Motive (2012) сериал. Сезон 2, епизод 2
- Widow Detective) (2012) сериал, пилотен епизод
- Funny or Die: COP'PUTTER (2012) мини уеб сериал
- WIGS: Lauren (2012) мини уеб сериал
- Westside (2013) сериал, пилотен епизод
- Cinemanovels (2013)
- A Wife's Nightmare (2014) TV
- PROOF (2015) сериал
- Full Out (2015) TV
- The Laws Of The Univers PART 0 (японска анимация, озвучава героинята Inkar в английската версия) (2015)
- The White Orchid (2016)
- Manhattan Nocturne (2016)
- The Night Shift (2016 – 2017) сериал. Сезон 3, епизоди 1, 2, 7, 11, 12, 13; сезон 4, епизод 2
- Taken (2017) сериал
- The Last Tycoon (2017) сериал. Епизоди 3, 5, 9
- Before I Fall (2017)